# Поверхня Гурвіца

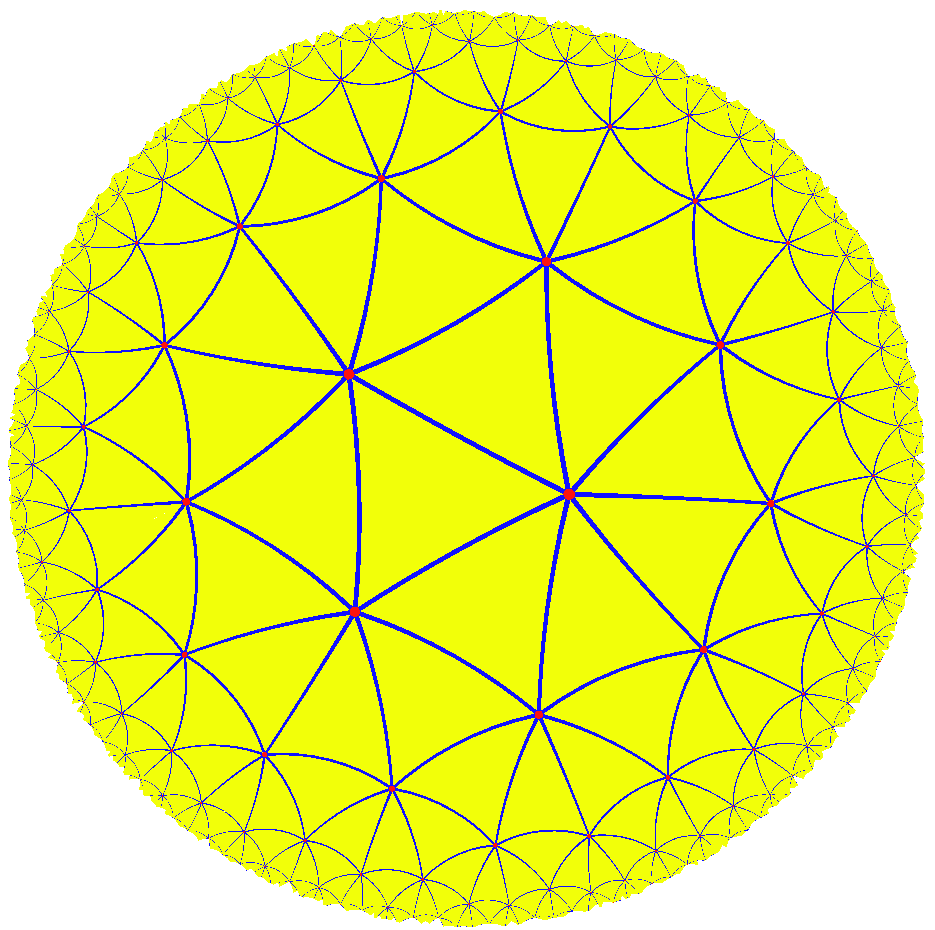
Будь-яка поверхня Гурвіца має тріангуляцію як фактор-простір, причому автоморфізми цієї тріангуляції збігаються з рімановими та алгебричними автоморфізмами поверхні

Поверхня Гурвіца — компактна ріманова поверхня, що має рівно
{\displaystyle 84(g-1)}
автоморфізмів, де {\displaystyle g} — рід поверхні. Їх також називають кривими Гурвіца, розуміючи їх при цьому як комплексні алгебричні криві (комплексна розмірність 1 відповідає дійсній розмірності 2).
Названо на честь німецького математика Адольфа Гурвіца.

## Властивості
- Це число, {\displaystyle 84(g-1)}, виходячи з теореми Гурвіца про автоморфізми[en][1], є максимальним.

- Фуксова група поверхні Гурвіца є нормальною підгрупою скінченного індексу в (звичайній) групі трикутника (2,3,7)[en], а також не має скруту. Скінченна фактор-група є точно групою автоморфізмів.

- Автоморфізми комплексної алгебричної кривої є автоморфізмами підлеглої дійсної поверхні, що зберігають орієнтацію. Якщо розглядати також ізометрії, що обертають орієнтацію, то вийде вдвічі більша група порядку {\displaystyle 168(g-1)}, яка іноді становить інтерес.

### Зауваження
Тут під групою трикутника (2,3,7) найчастіше розуміємо не повну групу трикутника Δ(2,3,7) (група Коксетера з трикутником Шварца (2,3,7), або реалізована як гіперболічна група відбиттів), а скоріше звичайну групу трикутника (група фон Діка) D (2,3,7) відображень, що зберігають орієнтацію, яка має індекс 2. Група комплексних автоморфізмів є фактор-групою звичайної групи трикутника, тоді як група ізометрій (з можливою зміною орієнтації) є фактор-групою повної групи трикутника.

## Приклади
Поверхня Гурвіца мінімального роду — це квартика Кляйна роду 3, з групою автоморфізмів PSL(2,7) (проєктивна спеціальна лінійна група), що має порядок 84(3−1) = 168 = 22·3·7 і є простою групою. Наступний допустимий рід дорівнює семи і має поверхню Макбіта з групою автоморфізмів PSL(2,8), яка є простою групою порядку 84(7−1) = 504 = 22·32·7. Якщо розглядати також ізометрії, що змінють орієнтацію, порядок групи дорівнюватиме 1008.
Цікавий феномен спостерігається з наступним можливим значенням роду, а саме з 14. Тут є трійка різних ріманових поверхонь з ідентичними групами автоморфізмів (порядку 84(14−1) = 1092 = 22·3·7·13). Пояснення цього феномена є арифметичним. А саме, в кільці цілих відповідного числового поля раціональне просте 13 розкладається на добуток трьох різних простих ідеалів. Головні конгруенц-групи, визначені трійкою простих ідеалів, дають фуксові групи, що відповідають першій трійці Гурвіца.